# ケケルタク・アヴァンナレグ
ケケルタク・アヴァンナレグ（グリーンランド語: Qeqertaq Avannarleq、世界最北の島の意）は、2021年8月に発見されたグリーンランド北部にある島である。
2021年7月、オーダークへ到達した旨をコペンハーゲン大学のMorten Raschがソーシャルメディアへ投稿したところ、未知の島を探索する「アイランドハンター」から、Raschが到達した場所はオーダークではないという指摘を受けた。このことによりデンマーク工科大学の専門家と共にRaschが調査を行ったところ、GPSの座標が誤っていたことが発覚し、Raschが7月に到達した島はオーダークよりも北に所在する島であることが明らかとなった。
2021年8月27日現在、該当の島はRaschのチームにより、グリーンランド語で「世界最北の島」を意味する「Qeqertaq Avannarleq」と呼称されている。またその長さは30m、高さは3mであり、モレーン及び海底の泥によって形成されていることが明らかとなっている。